# Academia de Ciências da Baviera
A Academia de Ciências da Baviera (Academia Bavária de Ciências e Humanidades, em alemão:  Bayerische Akademie der Wissenschaften - BAdW) está situada em Munique, Alemanha. A academia opera o Leibniz-Rechenzentrum (LRZ) e o Walther-Meißner-Institut für Tieftemperaturforschung (WMI) em Garching bei München.

## História

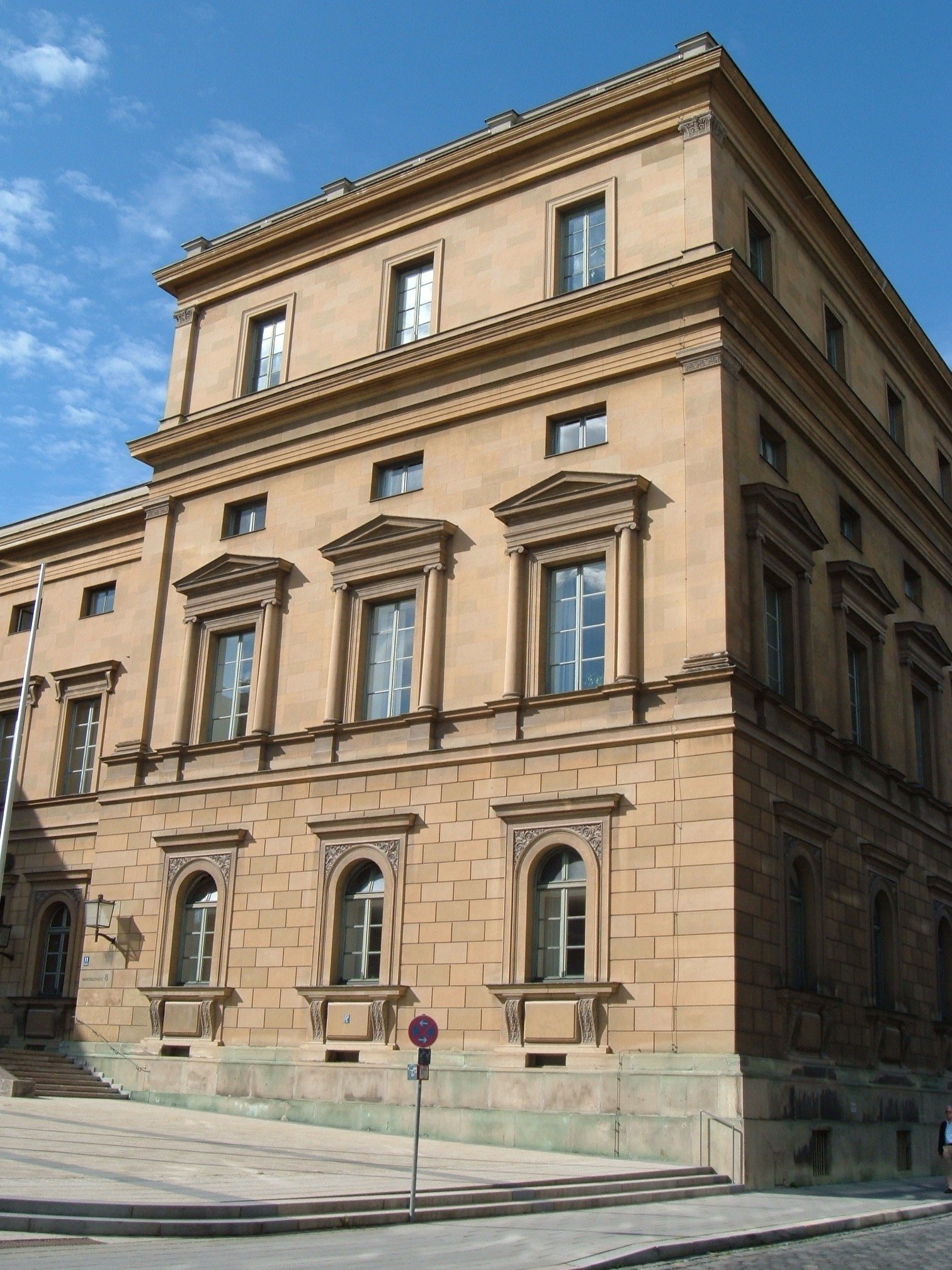
Bayerische Akademie der Wissenschaften, Alfons-Goppel-Str. 11 em Munique

A academia foi fundada em 1759 por Maximiliano III José, Eleitor da Baviera. O Graf Sigmund von Haimhausen foi em 1759 presidente fundador da então denominada Churbaierische Akademie, permanecendo no cargo até 1761, e novamente de 1771 a 1779 e de 1787 até sua morte em 1793. Sua fundação é especialmente devida a Johann Georg von Lori (1723–1787), fundador da Bayerische Gelehrten Gesellschaft. Originalmente a academia contou de duas classes, uma histórica e uma filosófica, onde filosofia no conhecimento científico da época compreendia também matemática e física.

## Membros
As primeiras duas mulheres foram admitidas como membro pleno da academia em 1995, a geneticista Regine Kafmann e as linguista indo-europeia Johanna Narten.